# Landskrona BoIS

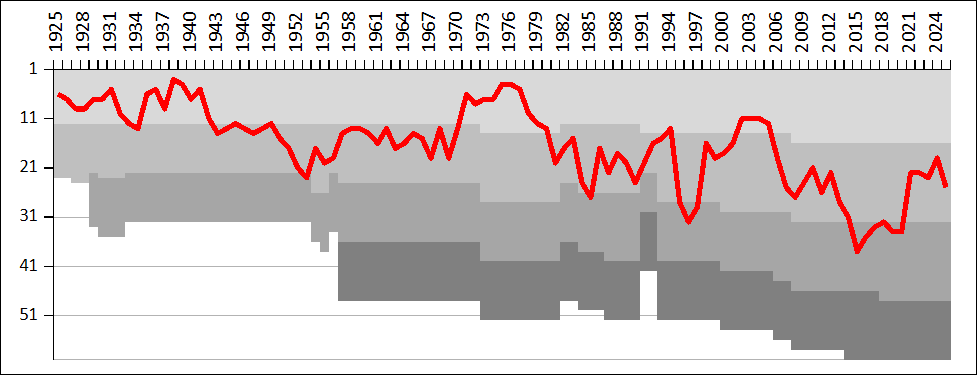
Historická umístění klubu

Landskrona BoIS je švédský fotbalový klub, který sídlí ve městě Landskrona v kraji Skåne, domovským stadionem je Landskrona IP. Klubové barvy jsou černá a bílá. Má status neziskové organizace, jejíž vedení je voleno členy klubu. Byl založen v roce 1915 spojením klubů IFK Landskrona a Diana a přijal název Landskrona Boll och Idrottsällskap (Landskronské míčové a sportovní sdružení). V roce 1924 se stal účastníkem premiérového ročníku nejvyšší švédské soutěže Allsvenskan. Celkově odehrál v první lize 34 sezón, nejlepším výsledkem bylo třetí místo v roce 1938. Svenska Cupen získal v roce 1972 a čtyřikrát prohrál ve finále (1949, 1976, 1984 a 1993). Roku 2005 sestoupila Landskrona z první ligy a od roku 2015 hraje třetí nejvyšší soutěž.

## Účast v evropských pohárech
| Sezóna  | Soutěž              | Kolo    |             | Soupeř                  | Výsledky |
| ------- | ------------------- | ------- | ----------- | ----------------------- | -------- |
| 1972    | Pohár Intertoto     | skupina | Německo     | Eintracht Braunschweig  | 3–0, 0–2 |
|         |                     |         | Česko       | TJ ZVL Žilina           | 2–2, 0–1 |
|         |                     |         | Dánsko      | Vejle BK                | 0–0, 2–1 |
| 1972/73 | Pohár vítězů pohárů | 1. kolo | Rumunsko    | FC Rapid Bucureşti      | 1–0, 0–3 |
| 1974    | Pohár Intertoto     | skupina | Portugalsko | GD Fabril               | 1–1, 0–1 |
|         |                     |         | Turecko     | Altay SK                | 1–1, 1–1 |
|         |                     |         | Švédsko     | Hammarby IF             | 4–0, 2–1 |
| 1976    | Pohár Intertoto     | skupina | Česko       | TJ Sklo Union Teplice   | 1–1, 0–0 |
|         |                     |         | Německo     | Kickers Offenbach       | 1–2, 0–1 |
|         |                     |         | Švýcarsko   | Grasshopper Club Zürich | 0–0, 0–1 |
| 1977    | Pohár Intertoto     | skupina | Česko       | SK Slavia Praha         | 3–5, 1–6 |
|         |                     |         | Polsko      | Legia Warszawa          | 1–2, 0–1 |
|         |                     |         | Švýcarsko   | BSC Young Boys          | 2–1, 0–4 |
| 1977/78 | Pohár UEFA          | 1. kolo | Anglie      | Ipswich Town FC         | 0–1, 0–5 |